# Veniamin Davydovič Dorman
Veniamin Davydovič Dorman (Odessa, 12 febbraio 1927 – 22 gennaio 1988) è stato un regista sovietico.

## Filmografia parziale

### Regista
- Devič'ja vesna (1960)
- Vesёlye istorii (1962)
- Štrafnoj udar (1963)
- Lёgkaja žizn' (1964)
- Ošibka rezidenta (1968)
- Sud'ba rezidenta (1970)
- Zemlja, do vostrebovanija (1972)
- Propavšaja ėkspedicija (1975)
- Zolotaja rečka (1976)
- Isčeznovenie (1978)
- Vozvraščenie rezidenta (1982)